# Жанна д’Арк (фильм, 2027)
«Жанна д’Арк» (англ. Jehanne d'Arc) или «Жанна» (англ. Jehanne) — будущий историко-биографический фильм австралийского режиссёра База Лурмана, главную роль в котором сыграет Айла Джонстон. Съёмки начнутся осенью 2025 года, премьера, по предварительным данным, состоится в 2027 году.

## Сюжет
Действие фильма будет происходить во Франции в XV веке. Главная героиня — простая крестьянская девушка Жанна д’Арк, которая возглавляет французскую армию в освободительной войне с англичанами.

## В ролях
- Айла Джонстон — Жанна д’Арк

## Создание и релиз
Фильм был анонсирован 17 сентября 2024 года. Режиссёром стал Баз Лурман, производством занялась компания Warner Bros.. Создатели охарактеризовали будущую картину как «эпичную историю взросления во время Столетней войны». Сценарий был написан Базом Лурманом по роману «Blood Red, Sister Rose» Томаса Кенилли. В мае 2025 года стало известно, что соавтором сценария стала Ава Пикетт. Съёмки начнутся осенью 2025 года. В августе стало известно, что главную роль сыграет Айла Джонстон. При этом в мае 2025 года появлялись данные о том, что Жанну может сыграть Белла Рамзи.
Релиз, по предварительным данным, состоится в 2027 году.